# Blanche von Frankreich (1328-1393)

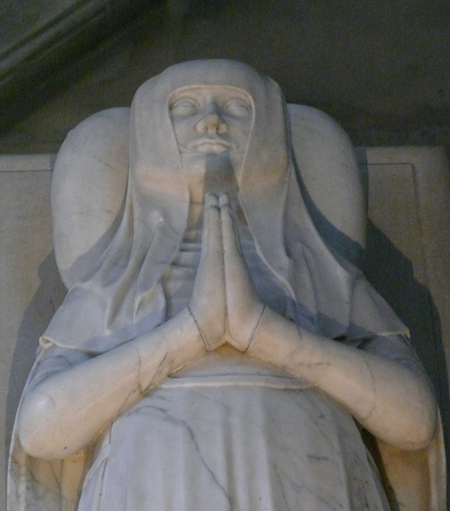
Blanche von Frankreich, Gisant von Jean de Liège und Robert Loisel, letztes Viertel des 14. Jahrhunderts, Basilika Saint-Denis

Blanche von Frankreich (* 1. April 1328 in Châteauneuf-sur-Loire; † 8. Februar 1393 in Vincennes) war eine Tochter von König Karl IV. und Johanna von Évreux; sie wurde nach dem Tod ihres Vaters geboren und ist die letzte Angehörige der bis 1328 regierenden Linie der königlichen Familie, die in Frankreich „direkte Kapetinger“ (Capétiens directs) genannt wird.

## Leben
Da er nach zwei Ehen (mit Blanka von Burgund und Maria von Luxemburg) noch ohne legitime Erben war, heiratete König Karl IV. am 5. Juli 1324 in dritter Ehe seine Cousine Johanna von Evreux. Aus dieser Ehe bekam er zwei Töchter: Johanna (Jeanne, * vor 21. Juli 1325; † vor 16. Januar 1327) und Maria (* Oktober 1326; † 6. Oktober 1342).
Der Brauch, Frauen von der Thronfolge Frankreichs auszuschließen, wurde 1316 nach dem Tod von Johann I angenommen und viel später unter dem Namen Lex Salica formalisiert; er hinderte die beiden Töchter Karls IV. daran, Ansprüche auf seine Nachfolge geltend zu machen.
Als Karl IV. am 1. Februar 1328 starb, war seine Frau war ein drittes Mal schwanger, so dass der König nicht erfuhr, ob er den lang erwarteten männlichen Erben noch haben würde. Unmittelbar nach seinem Tod und vielleicht auch entsprechend dem Willen des Verstorbenen übernahm sein Vetter Philipp von Valois die Regentschaft Frankreichs und wartete nun darauf, dass Johnna von Évreux das Kind zur Welt brachte und sich damit entschied, wer nach Karl IV. König von Frankreich sein würde. Zwei Monate nach dem Tod des Königs, am 1. April 1328 wurde Blanche geboren. Unter Vernachlässigung der möglichen Rechte von Maria und Blanche, den beiden lebenden Töchtern von Karl IV., beanspruchte Philipp von Valois aufgrund des Präzedenzfalls von 1316 die Krone als nächster männlicher Verwandter kraft agnatischer Primogenitur, wurde sofort als König von Frankreich anerkannt und am 29. Mai 1328 in Reims gekrönt.
Nach der Proklamation Philipps von Valois zum König von Frankreich beanspruchte Johanna von Évreux für ihre beiden Töchter den Thron von Navarra, obwohl hier bereits 1316 Johanna, die Tochter Ludwigs X., als rechtmäßige Erbin anerkannt worden war.
Um die Ansprüche Johanna von Évreux' abzulösen, schlugen Johanna von Navarra und ihr Ehemann Philipp von Évreux im Juni 1328 eine jährliche Rente von 5000 Livre vor. Die Verhandlungen zogen sich jedoch hin und Johanna von Évreux verlangte im August 1335 6000 Livre. Schließlich schlug Philipp VI. im April 1342 vor, die Differenz von 1000 Livre zu zahlen, wodurch sich das Nachfolgeproblem regelte und Marias und Blanches Anspruch auf den Thron von Navarra erledigte. Maria starb kurz darauf, am 6. Oktober 1342, im Alter von 16 Jahren.
Am 18. Januar 1345 verheiratete Philipp VI. Blanche mit seinem jüngeren Sohn Philippe, Herzog von Orléans und Herzog von Touraine, Graf von Valois und Graf von Beaumont-le-Roger, vermutlich um Ansprüchen auf den Thron von Navarra, die mit einem anderen Ehemann wieder aufleben konnten, vorab zu begegnen. Mit ihrem acht Jahre jüngeren Ehemann bekam Blanche keine Kinder (der Herzog von Orléans hatte allerdings zwei uneheliche Söhne). Nach der Gefangennahme Philipps in der Schlacht bei Poitiers am 19. September 1356 durch die Engländer übernahm Blanche die Verwaltung seiner Güter. Philippe wurde erst nach der Unterzeichnung des Friedens von Brétigny am 24. Oktober 1360 freigelassen. Blanche war gemeinsam mit ihrem Ehemann Testamentsvollstreckerin ihrer Mutter, die 1371 starb.
Trotz des Todes von Philippe d’Orléans im Jahr 1375, durch den seine Titel und seine Güter an die Krone zurückfielen, unterstützte Blanche de die Valois-Dynastie weiter. So nahm sie am 2. Oktober 1380 den Palais de la Cité an der Proklamation des Endes der Regentschaft für Karl VI. teil. Am 14. Februar 1383 bat sie den König um Gnade für die Maillotins. Schließlich verkaufte sie anlässlich der Krönung von Isabeau am 23. August 1389 der neuen Königin ihr Samtkleid für 450 Livre und begleitete Karl VI. gemeinsam mit ihrer Cousine Blanche de Navarre.
Blanche starb am 8. Februar 1393 in Vincennes und wurde in der königlichen Nekropole in der Basilika Saint-Denis bestattet. Ihr Herz kam in die Kathedrale von Orléans, ihre Eingeweide wurde in die Abtei Pont-aux-Dames in Couilly gebracht. Ihr Grab in Saint-Denis wurde am 19. Oktober 1793 von Revolutionären entweiht.